# Never Seen the Light of Day
Never Seen the Light of Day ist das vierte Studioalbum der schwedischen Band Mando Diao. Produziert wurde es von Björn Olsson. Das Album wurde 2007 während einer Welttournee aufgenommen. Frontmann Björn Dixgård sagte in einem Interview, die Band sei unzufrieden mit ihrem Management und habe genug von der Langweiligkeit der Studios, so dass sie das Album unabhängig in einem kleinen Studio mit dem Produzent Björn Olsson aufnahmen. Das Album wurde „Never Seen the Light of Day“ genannt, da die Band nicht mit dessen Veröffentlichung rechnete und dachte, dass das Album nie das Tageslicht ("the light of the day") erblicken würde.
Dem Album ging am 24. September 2007 die Single If I Don’t Live Today, I Might Be Here Tomorrow voraus. Die Titel des Albums gelten als ruhiger und einfühlsamer als es die eigentliche Art der Band ist.

## Tracklist
1. „If I Don’t Live Today, I Might Be Here Tomorrow“ – 2:00
2. „Never Seen the Light of Day“ – 4:12
3. „Gold“ – 3:54
4. „I Don’t Care What the People Say“ – 1:51
5. „Mexican Hardcore“ – 4:37
6. „Macadam Cowboy“ – 1:42
7. „Train on Fire“ – 2:52
8. „Not a Perfect Day“ – 2:54
9. „Misty Mountains“ – 2:24
10. „One Blood“ – 6:42
11. „Dalarna“ – 7:54